# Merle Haggard
Merle Ronald Haggard (Oildale, Kalifornija, 6. travnja 1937. - Palo Cedro, Kalifornija, 6. travnja 2016.) američki country kantautor i multiinstrumentalist. Zajedno s Buckom Owensom i sastavom The Strangers, jedan je od tvoraca bakersfieldskog zvuka, jednog od pravaca countryja. Također ga se smatra i jednim od utemeljitelja odmetničkog (outlaw) countryja.

## Diskografija
U karijeri dugoj više od 50 godina, Haggard je objavio 76 studijskih i 48 kompilacijskih albuma. Od 96 objavljenih singlova 38 je zauzimalo prva mjesta na ljestvicama:
| 1. "I'm a Lonesome Fugitive" (1966.) 2. "Branded Man" (1967.) 3. "Sing Me Back Home" (1968.) 4. "The Legend of Bonnie and Clyde" (1968.) 5. "Mama Tried" (1968.) 6. "Hungry Eyes" (1969.) 7. "Workin' Man Blues" (1969.) 8. "Okie from Muskogee" (1969.) 9. "The Fightin' Side of Me" (1970.) 10. "Daddy Frank" (1971.) 11. "Carolyn" (1971.) 12. "Grandma Harp" (1972.) 13. "It's Not Love (But It's Not Bad.)" (1972.) 14. "I Wonder If They Ever Think of Me" (1972.) 15. "Everybody's Had the Blues" (1973.) 16. "If We Make It Through December" (1973.) 17. "Things Aren't Funny Anymore" (1974.) 18. "Old Man from the Mountain" (1974.) 19. "Kentucky Gambler" (1974.) | 1. "Always Wanting You" (1975.) 2. "Movin' On" (1975.) 3. "It's All in the Movies" (1975.) 4. "The Roots of My Raising" (1975.) 5. "Cherokee Maiden" (1976.) 6. "Bar Room Buddies" (1980.) 7. "I Think I'll Just Stay Here and Drink" (1980.) 8. "My Favorite Memory" (1981.) 9. "Big City" (1981.) 10. "Yesterday's Wine" (1982.) 11. "Going Where the Lonely Go" (1982.) 12. "You Take Me for Granted" (1982.) 13. "Pancho and Lefty" (1983.) 14. "That's the Way Love Goes" (1983.) 15. "Someday When Things Are Good" (1984.) 16. "Let's Chase Each Other Around the Room" (1984.) 17. "A Place to Fall Apart" (1984.) 18. "Natural High" (1985.) 19. "Twinkle, Twinkle Lucky Star" (1987.) |

## Nagrade
Dobitnik je mnogih nagrada Akademije country glazbe, nagrade Grammy, te nagrada Country Music Association. U Country Music Hall of Fame primljen je 1994.

## Vanjske poveznice
- Službena stranica  Arhivirana inačica izvorne stranice od 13. prosinca 2006. (Wayback Machine)
- Merle Haggard u internetskoj bazi filmova IMDb-u (engl.)